# St. Wolfgang (Regensburg)

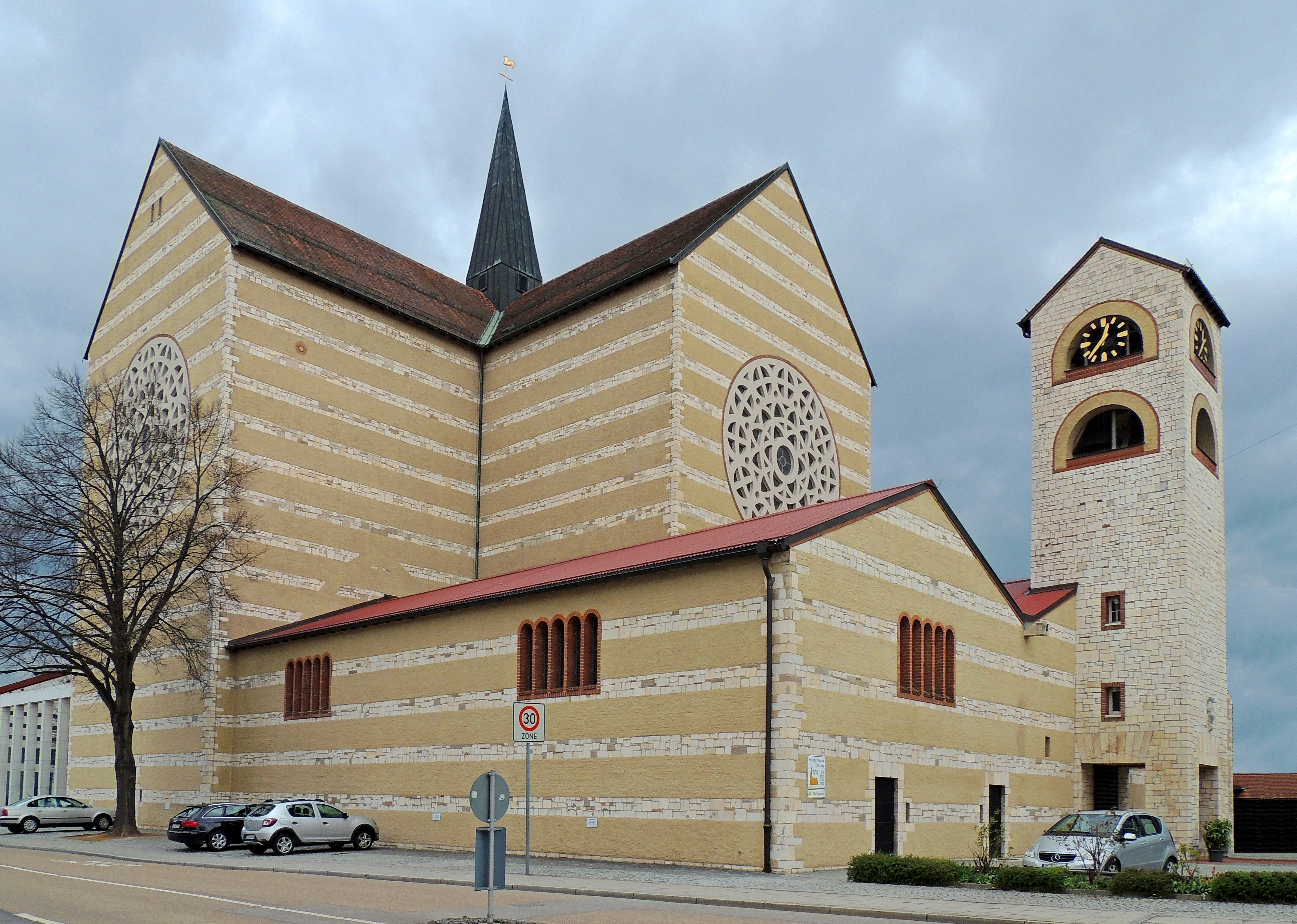
St. Wolfgang in Regensburg (2016)

Die katholische Pfarrkirche St. Wolfgang ist ein expressionistischer Kirchenbau im Regensburger Stadtteil Kumpfmühl. Sie wurde von Dominikus Böhm geplant, bis 1939 erbaut und ist dem Heiligen Wolfgang von Regensburg geweiht.
Der Bau gilt für den Architekten und Kunsthistoriker Herbert Muck in Grundriss und Raumausstattung als Musterbeispiel des Konzepts der „christozentrischen Raumgestaltung“, bei der der Altar und damit das Christusbild im Mittelpunkt des Raumes steht. Für den Kunsthistoriker „gehört [sie] mit zum Vollkommensten, was der Kirchenbau zwischen den beiden Weltkriegen leisten konnte“, wenn auch die Bauweise verhindert habe, dass die Raumwirkung vollständig zum Tragen kam. Anderen Autoren gilt er als „Markstein der modernen deutschen Kirchenarchitektur“.

## Lage
Das Gelände auf dem die Kirche und das Pfarrheim stehen, grenzt unmittelbar an die Südgrenze des früheren römischen Kastells. Die Gebäude stehen an der heutigen Kreuzung der Straßen Bischof-Wittmann-Straße und Simmernstraße und hat die Adresse Bischof-Wittmann-Straße 24 b.

## Geschichte
Bis zur Säkularisation 1803 wurde das Straßendorf Kumpfmühl im Stadtbezirk Kumpfmühl-Ziegetsdorf-Neuprüll von den Karthausermönchen des Klosters Prüll seelsorgerisch betreut. Durch den Bau der Klosterkirche St. Theresia war es den Bewohnern von Kumpfmühl erstmals möglich geworden, eine nahe gelegene Kirche zu besuchen. Nach der Eingemeindung Kumpfmühls zu Regensburg im Jahr 1870 zählte das Kumpfmühler Gebiet zur Pfarrei St. Emmeram. Da vielen der Weg dorthin zu beschwerlich war und zudem sich die Räumlichkeiten der Theresienkirche im stetig wachsenden Stadtteil allmählich als zu beengt erwiesen hatten, wurde eine Kirchenstiftung beantragt, welche von Ludwig III. am 21. September 1918 genehmigt wurde.
Nach Besetzung einer Kooperatorenstelle durch Johann B. Meister am 20. August 1920 wurde am 13. August 1921 nach erfolgtem Kauf eines geeigneten Grundstücks eine Baugenehmigung für eine provisorische Notkirche erteilt. Die Erhebung zur Pfarrei erfolgte am 13. September 1921 durch Anton von Henle. In Grafenwöhr konnte am 24. August 1921 eine gebrauchte hölzerne Fliegerhalle für 20.000 Mark von der Entente-Kommission erworben werden, welche dann auf dem damals sogenannten Königsberg, dem heutigen Kirchplatz aufgebaut wurde und zur Kirche umgestaltet wurde. Diese wurde am 6. August 1922 durch Anton von Henle eingesegnet. Dieser Notkirchenbau wurde zum Baubeginn der neuen Kirche teilabgerissen. Das Presbyterium diente noch als Bauhütte.
Die heutige Kirche wurde 1937/39 von Dominikus Böhm im Anschluss an einen fast acht Jahre dauernden Planungsprozess nach dem dritten Entwurf erbaut und steht am höchsten Punkt von Kumpfmühl, dem damals sog. Königsberg im Ort Kumpfmühl.
Ursprünglich sollte St. Wolfgang als erster moderner Kirchenbau Ostbayerns gelten und 1939, also 1200 Jahre nach der Gründung des Bistums Regensburg eingeweiht werden. Der beginnende Krieg machte die Planung zunichte und führten nach Einzug der bereits gelieferten Eisenträger aufgrund der rüstungsbedingten Eisenknappheit zu der mehrfachen Änderung der Pläne und in Folge zu einer erheblichen Bauzeitverlängerung. Konstruktiv musste Böhm anstatt einer filigranen Stützkonstruktion markante Parallelbögen für die Basis der Wände der Hochkirche errichten.
Der Grundstein, welcher sich am nördlichen, äußeren Turmfuß befindet, wurde am 20. Juni 1938 durch Johann Baptist Höcht gelegt. Dieser Grundstein wurde von der Kirchenverwaltung zum silbernen Priesterjubiläum des damals amtierenden Pfarrers Johann B. Meister gestiftet.
Am 3. März 1940 wurde die Kirche durch Johann B. Meister benediziert, eine Weihe war unter den herrschenden politischen Verhältnissen nicht möglich.
Aufgrund der auffälligen Größe und Farbe der Kirche sollte die Kirche auf Anordnung des Reichssicherheitshauptamtes ähnlich wie die raumnahe Ganghofersiedlung mit grüner Farbe gestrichen werden. Der Pfarrer weigerte sich dies zu veranlassen, konnte aber dafür eine Einhüllung mit grünen Strohmatten erwirken. Aus Luftschutzgründen mussten auch die großen Rosetten konstruktiv über einem Lattengerüst „verdunkelt“ werden.
Im Zweiten Weltkrieg wurde die Kirche beim Bombenangriff am 28. Dezember 1944 schwer beschädigt. Das benachbarte Pfarrhaus wurde fast völlig zerstört, von der Kirche standen nur noch die Umfassungsmauern, das Hochgrab des hl. Wolfgang, die Orgel und die Sakristei waren stark beschädigt.
Der Wiederaufbau erfolgte durch vielfältige Eigeninitiativen und das Pfarrhaus war 1948 bereits wieder neu errichtet. Die Baumaßnahme an der Kirche erfolgte unter Leitung von Hans Beckers, der bereits Bauleiter beim ursprünglichen Kirchbau war. Hierbei wurde auch der aus dem Kirchenbau auskragende Turm um eine Etage erhöht und mit einer Uhr und einem fünfstimmigen Geläut versehen. Die zerstörten Gläser der Rosetten wurden durch die Hofkunstanstalt Mayer im Mai 1947 wiederhergestellt. Aufgrund der Materialknappheit wurden Scherben aus den Resten der Glasabdeckung des Münchner Hauptbahnhofs verwendet. Die Kirche wurde am 19. März 1948 erneut benediziert.
Die endgültige Weihe fand nach einem alten Ritus statt. Am Samstag, den 11. Juni 1949 wurden am Spätnachmittag die Wände des Kircheninneren geweiht. Eine nächtliche Glaubensfeier schloss sich der Veranstaltung an. Am 12. Juni 1949 erfolgte die Altarweihe mit Einsetzung der Reliquien im Altar. Als Festprediger für beide Festveranstaltungen war Marianus Vetter aus dem Dominikanerkloster in Wien geladen.
2005 wurde die Kirche gründlich renoviert. Dabei wurde die konstruktiven Nachteile der Bogenkonstruktion der Wände verbessert und die gesamte Haustechnik erneuert.
Am 12. September 2006 hielt das Papamobil Papst Benedikts XVI. vor der Kirche.
Am 26. Oktober 2020 wurden Reliquien des Heiligen Wolfgang aus der Kirche gestohlen, nachdem die Täter den Schutz aus Panzerglas und Stahl aufgebrochen hatten.

## Kirchengebäude

Blick in die Niederkirche mit Ansicht der Meier-Orgel vor der Sanierung

### Außenbau und Raumform
Die Kirche ist ein Zentralbau auf dem Grundriss eines griechischen Kreuzes aus einem Vierungsquadrat und vier ebenso großen Quadraten als Kreuzbalken, die mit Satteldächern bedeckt sind. Ein Dachreiter mit sehr steilem Pyramidenhelm mit vergoldetem Wetterhahn in fast 48 Metern Höhe steht auf der Vierung oberhalb des zentralen Altars. In die Giebelfassaden sind vier jeweils neun Meter große Rosetten mit jeweils 115 Öffnungen aus Kunststein eingelassen, die bündig mit den Wänden abschließen. Sie sorgen im Wesentlichen für die natürliche Beleuchtung des Innenraums. Die Westrosette ist mit bunten Gläsern ausgeführt.
Außer durch ihre Höhe fällt die Kirche durch ihre streifige Außenhaut auf, wie sie von einigen italienischen Domen bekannt ist: Die Mauern sind abwechselnd aus weißem Kelheimer Kalkstein und beige geschlämmtem Backstein geschichtet.
Um den Ostarm des Kreuzes schließt sich eine „Niederkirche“ von kaum halber Höhe, die ebenfalls aus fünf Quadraten besteht und zusammen mit Süd- und Nordarm ein großes Quadrat bildet. Sie enthält den Eingangsbereich und ist durch fünf offene Bögen mit der oberen Kirche verbunden. Der Hauptzugang erfolgt durch den mittig davor gestellten Glockenturm. Dieser ist bewusst deutlich niedriger als die Kirche gehalten (16,70 Meter), um deren Kreuzform nicht in den Hintergrund zu drängen.
Die Höhe des Kirchenraumes beträgt 23,7 m. Diese Kirche hat damit nach dem Regensburger Dom den zweithöchsten Innenraum einer Kirche im Bistum Regensburg. Die Höhe oder die Größe von Weihwasserbecken, Taufkapelle, Hochwänden und Glockenturm sind jeweils Vielfache der Zahl 4, der Zahl der „Enden der Erde“ und der Evangelisten. Über dem Hauptportal befindet sich eine Christusfigur, die Nachbildung einer Plastik von St. Emmeram um 1049. Das Hauptportal ist mit Löwenköpfen und Zacken dekoriert, die das Böse abwehren sollen. Die zwölf Zugänge der Kirche symbolisieren die biblische Vision der Gottesstadt (Offb 21,12 ).

### Ausstattung
Die expressionistische Bronzeplastik des bußfertigen Petrus in einer Wandnische stammt von Gottfried Böhm (1947). Die Kreuzwegbilder wurden 1923 vom Kunstmaler Guntram Lautenbacher gestaltet. Die Statue der Fatima-Madonna stammt vom Bildhauer Hans Muth (1953). Die Kalksteinfigur des heiligen Wolfgang auf dem Kirchplatz wurde nach dem Zweiten Weltkrieg ebenfalls von Gottfried Böhm geschaffen.

### Orgel

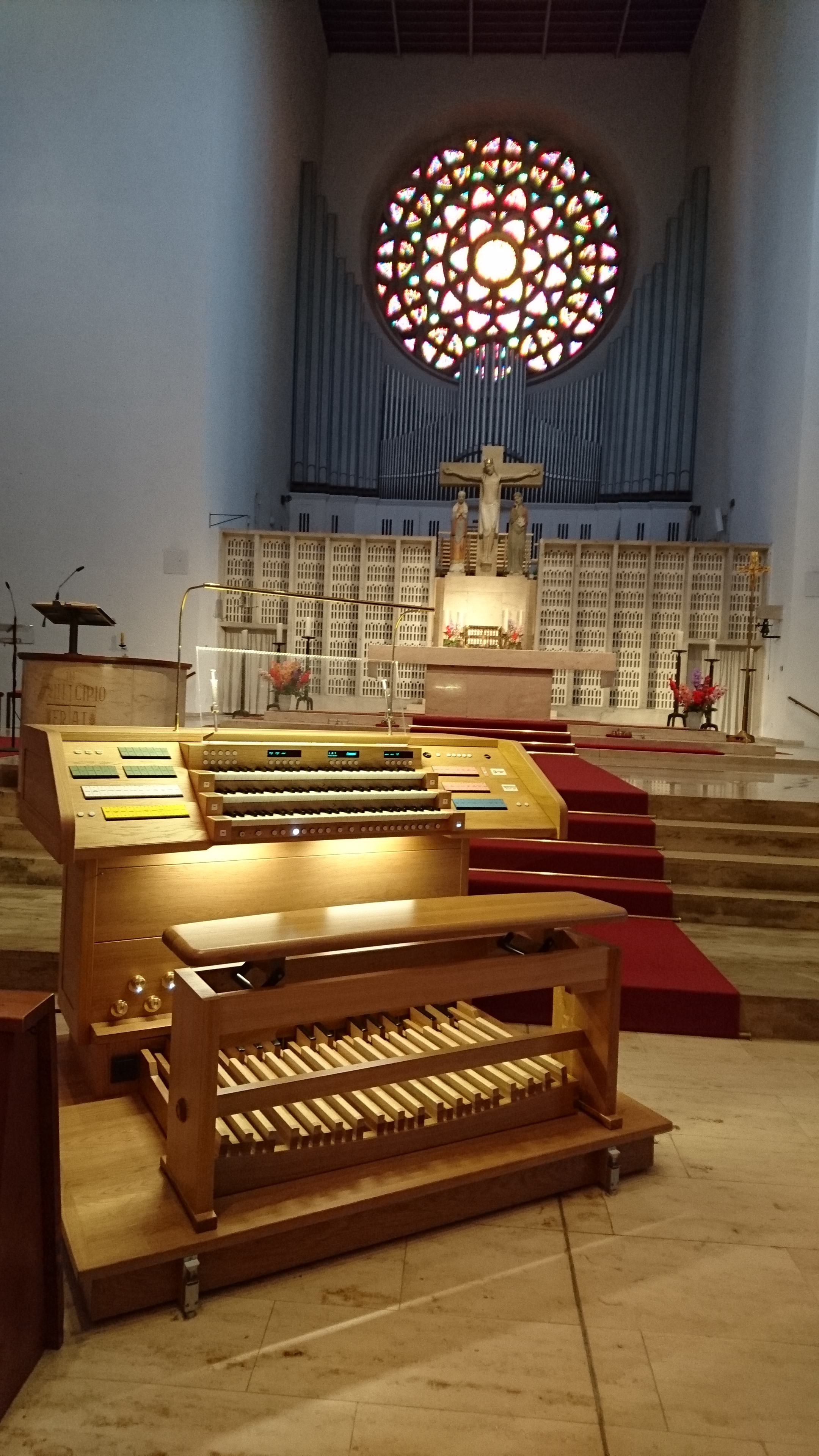
Blick auf die Hauptorgel und auf die Westrosette mit dem neuen Spieltisch (2018)

Bei Betreten der Wolfgangskirche fällt dem Betrachter der große Freipfeifenprospekt hinter dem Hochaltar auf. Dieser gehört zur Hauptorgel der Kirche, welche 1944 durch Orgelbau „Willibald Siemann & Co, München – Regensburg“ mit 45 Registern (inklusive Transmissionen), verteilt auf drei Manuale und Pedal erbaut wurde.
Nach der Beschädigung der Kirche infolge eines Bombentreffers zum Ende des Zweiten Weltkrieges besorgte der Orgelbauer Michael Weise (Plattling) bis 1948 den Wiederaufbau der Orgel mit leichten Ergänzungen und Umbauten: So fügte Weise im Prospekt den offenen Contrabass 32′ ein, vertauschte die Flöten 8′-Register in Positiv und Schwellwerk, baute die Terz des Schwellwerks zu einer Spitzquinte für das Positiv sowie die Sesquialtera des Positivs zur Terz für das Schwellwerk um, ergänzte das Pedal um ein gedacktes 8′-Register und Zungenstimmen in 8′- und 4′-Lage und fügte im Hauptwerk ein Cornett III-V hinzu.
Im Jahre 1961 errichtete der Orgelbauer Friedrich Meier über dem Ostportal ein weiteres Orgelwerk; dieses sog. Portalwerk hat 9 Register und war zunächst vom ersten Manual des alten Spieltisches der Hauptorgel spielbar. 1985 wurde die Orgel abermals überholt und erhielt einen neuen, viermanualigen Spieltisch mit einer 72-fachen Setzeranlage. Die Portalorgel war dort vom vierten Manual aus spielbar. Eine umfassende Renovierung der Siemann-Orgel und Umgestaltung der Meier-Orgel durch die Firma Mühleisen, Leonberg begann im Frühjahr 2018. Im Zuge dieser Arbeiten wurde die zukünftig als Chorbegleitorgel genutzte Meier-Orgel mit einem Schweller versehen und die Technik beider Orgelwerke auf den neuesten Stand – samt neuen dreimanualigen Spieltisch der Firma FSB – gebracht. Die Orgelanlage wurde am 16. Dezember 2018 durch Rudolf Voderholzer wieder eingeweiht.
| I Hauptwerk C–a3 |               |       |
| 1.               | Bourdon       | 16′   |
| 2.               | Weitprincipal | 8′    |
| 3.               | Hohlflöte     | 8′    |
| 4.               | Gemshorn      | 8′    |
| 5.               | Dulciana      | 8′    |
| 6.               | Octav         | 4′    |
| 7.               | Nachthorn     | 4′    |
| 8.               | Offenquinte   | 2 ⁄3′ |
| 9.               | Octav         | 2′    |
| 10.              | Cornet III-V  | 8′    |
| 11.              | Mixtur V      | 1 ⁄3′ |
| 12.              | Trompete      | 8′    |
| 13.              | Clairon       | 4′    |

| II Positiv C–a3 |                 |       |
| 14.             | Viola di Gamba  | 8′    |
| 15.             | Singend Gedackt | 8′    |
| 16.             | Rohrflöte       | 8′    |
| 17.             | Geigenprincipal | 4′    |
| 18.             | Querflöte       | 4′    |
| 19.             | Octavin         | 2′    |
| 20.             | Sesquialtera II | 2 ⁄3′ |
| 21.             | Scharff III     | 1′    |
| 22.             | Krummhorn       | 8′    |

| III Schwellwerk C–a3 |               |        |
| 23.                  | Quintadena    | 16′    |
| 24.                  | Hornprincipal | 8′     |
| 25.                  | Fernflöte     | 8′     |
| 26.                  | Salicional    | 8′     |
| 27.                  | Unda Maris    | 8′     |
| 28.                  | It. Principal | 4′     |
| 29.                  | Blockflöte    | 4′     |
| 30.                  | Nasat         | 2 ⁄3′  |
| 31.                  | Feldflöte     | 2′     |
| 32.                  | Terz          | 1 3⁄5′ |
| 33.                  | Sifflöte      | 1 ⁄3′  |
| 34.                  | Kleinoctav    | 1′     |
| 35.                  | Echomixtur IV | 2′     |
| 36.                  | Rankett       | 16′    |
| 37.                  | Dt. Oboe      | 8′     |
|                      | Tremulant     |        |

| Pedal (Hauptorgel) C–f1 |                  |       |
| 38.                     | Contrabass       | 32′   |
|                         | Principal        | 16′   |
| 39.                     | Subbass          | 16′   |
|                         | Bourdonbass      | 16′   |
| 40.                     | Octavbass        | 8′    |
| 41.                     | Gedacktbass      | 8′    |
| 42.                     | Jubalflöte       | 4′    |
| 43.                     | Rauschpfeife III | 2 ⁄3′ |
| 44.                     | Posaune          | 16′   |
| 45.                     | Trompete         | 8′    |
| 46.                     | Clairon          | 4′    |

| Pedal (Chororgel) C–f1 |             |     |
|                        | Untersatz   | 32′ |
| 47.                    | Gedecktbass | 16′ |
|                        | Principal   | 8′  |
|                        | Gambe       | 8′  |
|                        | Rohrgedackt | 8′  |
| 48.                    | Choralbass  | 4′  |

| Chororgel A/B C–a3 |              |       |
| 49.                | Principal    | 8′    |
| 50.                | Gambe        | 8′    |
| 51.                | Rohrgedackt  | 8′    |
| 52.                | Octav        | 4′    |
| 53.                | Kleingedackt | 4′    |
| 54.                | Quinte       | 2 ⁄3′ |
| 55.                | Gemshorn     | 2′    |

- Koppeln: Sämtliche Normal- und Oktavkoppeln, 10 freie Koppeln
- Nebenregister: Tremulant für Man. III
- Spielhilfen: Crescendowalze, Schwelltritte für Schwellwerk und Chororgel, Crescendo ab, General-Zungen ab, Mixturen ab, Tutti an/ab, Registerfessel, Tastenfessel für jede Klaviatur, Steuersystem „Sinua Castellan“,[22] Midi-Aufnahme- & Abspielfunktion, freie Zuordnung sämtlicher Werke auf jede Klaviatur
- Anmerkungen:

1. 1 2 3 4 5  1948 Weise
2. 1 2  2018 unter Verwendung des originalen Pfeifenwerkes rekonstruiert.
3. ↑  2018 rekonstruiert unter Verwendung vorhandener Pfeifen
4. ↑  Pfeifenwerk bis a4 ausgebaut
5. 1 2 3 4 5  2018 teilweise rekonstruiert
6. ↑  2018 aus aufgegebener Cymbel zusammengestellt
7. ↑  Extension Contrabass, Register Siemanns entfernt
8. ↑  Windabschwächung Subbass 16′.
9. ↑  im Schweller der Chororgel
10. ↑  2018 neu, akustisch aus Gedecktbass 16′
11. 1 2 3  Transmission
12. ↑  2018 auf Einzeltonsteuerung umgebaut, mit mehrfacher Registriermöglichkeit eines jeden Registers. Sub- und Superkoppel teilweise aus entsprechenden Registern programmiert
13. ↑  2018 neu
14. ↑  2018 neu aus ehemaliger Mixtur

Die Interimsorgel, die zuvor schon den Dienst in der Notkirche und später in dem damaligen Wolfgangssaal tat, wurde nach Immenreuth verkauft und ist heute dort nicht mehr vorhanden.

## Glocken
Das Hauptgeläut der Kirche wurde 1947 von der Glockengießerei Johann Hahn in Landshut gegossen. Für die Einrichtung des fünfstimmigen Geläuts musste der Turm um 3,50 m erhöht werden. Die Tonfolge h0 d1 e1 g1 a1 ergibt die Intonation des Gloria und des Te Deum. Durch die nachkriegsbedingte Not, musste der neue Stadtpfarrer Georg Lacher selbst das benötigte Material erbetteln und acht „Fuhren Holzkohle“ für den Betrieb des Schmelzofens liefern. So konnten die Glocken aus hochwertiger Bronze, bestehen aus 78 % Kupfer und 22 % Zinn gefertigt werden. Die reinen Gusskosten betrugen 2452 DM. Die Glocken wurden am 18. September 1947 geweiht.
Eine sechste Glocke, das „Sterbeglöcklein“, hängt und hing schon davor im Dachreiter. Sie stammt von der Kapelle des ehemaligen Lazerusfriedhofs und wurde 1833 von Josef Anton Spannagl in Regensburg gegossen und tat schon in der Notkirche ihren Dienst.
Die Marienglocke läutet täglich dreimal zum Engel des Herrn und erklingt beim Viertelstundenschlag, die Christusglocke zählt die vollen Stunden. Das Aktivieren der Läutemaschinen kann von Hand oder seit 2005 über den Läutecomputer vorgenommen werden.
| Glocke | Name            | Schlagton | Masse   | Durchmesser | Gussjahr | Glockengießer                    |
| ------ | --------------- | --------- | ------- | ----------- | -------- | -------------------------------- |
| 1      | Christusglocke  | H°        | 2700 kg | 1620 mm     | 1947     | Johann Hahn, Landshut            |
| 2      | Marienglocke    | d′        | 1400 kg | 1330 mm     | 1947     | Johann Hahn, Landshut            |
| 3      | Wolfgangsglocke | e′        | 500 kg  | 1180 mm     | 1947     | Johann Hahn, Landshut            |
| 4      | Michaelsglocke  | g′        | 500 kg  | 980 mm      | 1947     | Johann Hahn, Landshut            |
| 5      | Georgsglocke    | a′        | 350 kg  | 880 mm      | 1947     | Johann Hahn, Landshut            |
| 6      | Sterbeglöcklein | b′        | 300 kg  | 750 mm      | 1833     | Josef Anton Spannagl, Regensburg |

## Pfarrheim

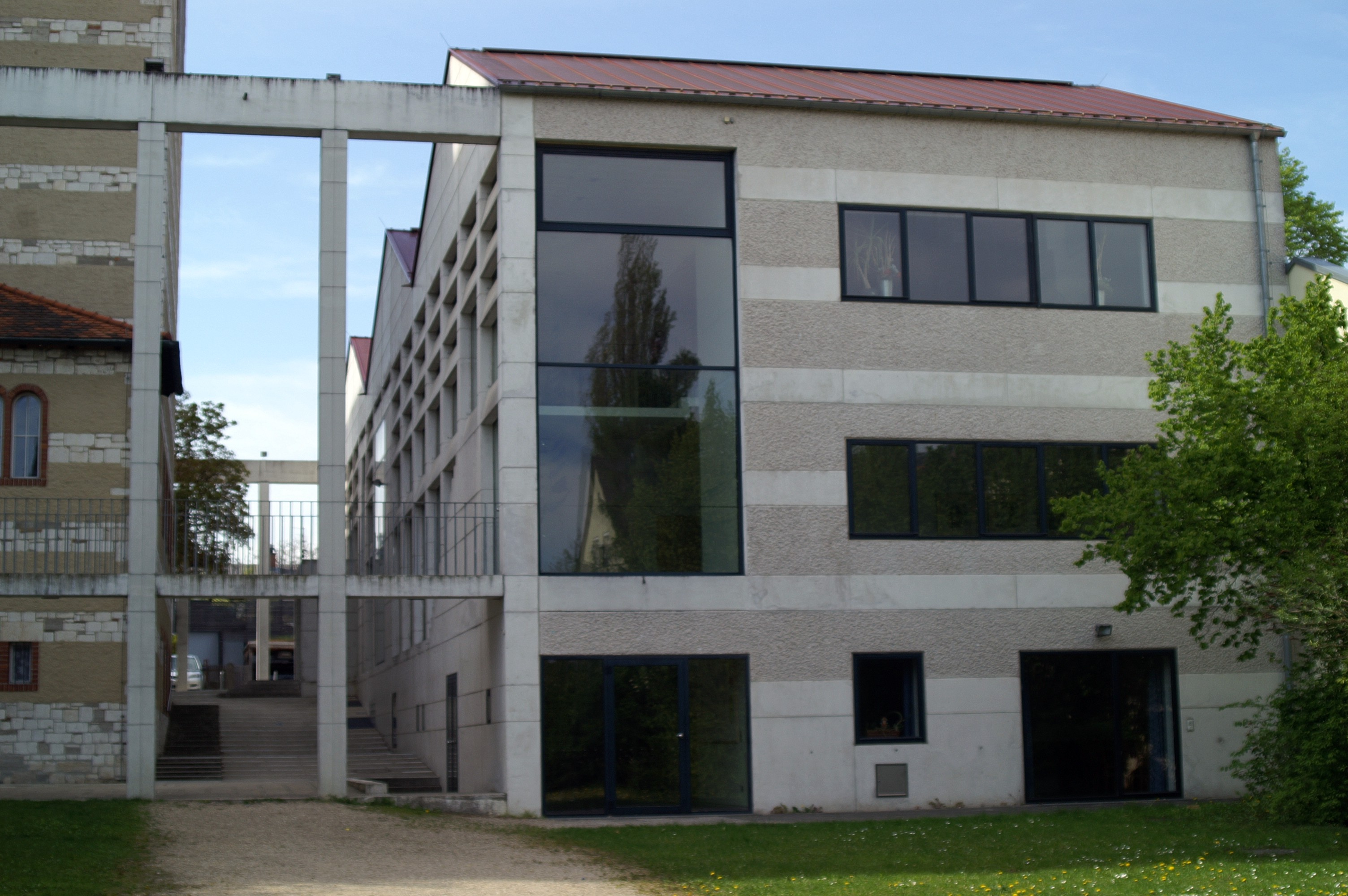
Pfarrheim von Norden (1998)

Schon in den ursprünglichen Entwürfen von Dominikus Böhm, die aber nicht zur Ausführung kamen, war auf der Westseite der Kirche ein Gemeindehaus vorgesehen. Später wurde an dieser Stelle das Hemmaheim der Katholischen Jugendfürsorge errichtet. Als das Heim einen Neubau an anderer Stelle erhielt, war der Weg frei, ein Pfarrheim zu errichten. Den Auftrag erhielt mit Peter Böhm ein Enkel des ursprünglichen Architekten. Er ließ 1998 die Außenmauern in Sichtbeton mit erhabenen Fugen ausführen. Das Innere ist mit unbehandeltem Stein und Holz ausgeführt. Die künstlerische Ausstattung wurde von Bernd Michael Nestler ausgeführt. Der Gebäudeteil wurde am 8. März 1998 durch Manfred Müller eingeweiht.